# 2006-os Junior Eurovíziós Dalfesztivál
A 2006-os Junior Eurovíziós Dalfesztivál (románul: Concursul Muzical Eurovision Junior 2006, angolul: Junior Eurovision Song Contest 2006) volt a negyedik Junior Eurovíziós Dalfesztivál, amit Románia fővárosában, Bukarestben rendeztek. A verseny pontos helyszíne a Sala Polivalentă volt. A versenyre 2006. december 2-án kerül sor. Az Eurovíziós Dalfesztivállal ellenben itt nem az előző évi győztes rendez, hanem pályázni kell a rendezés jogára, azonban az előző év győztese előnyt élvez a rendezési jog megszerzésében. 2005-ös Junior Eurovíziós Dalfesztivál a belarusz Ksenia Sitnik győzelmével zárult, aki a My vmeste című dalt adta elő Hasseltben.
15 ország erősítette meg a részvételét a dalfesztiválra, beleértve Portugáliát, Szerbiát és Ukrajnát, melyek első alkalommal vettek részt. Ciprus egy kihagyott év után visszatért. Dánia, az Egyesült Királyság, Lettország és Norvégia visszaléptek, Szerbia és Montenegró két tagállama pedig függetlenedett egymástól.
A verseny győztese az Oroszországot képviselő Tolmacsova ikrek lettek, akik 154 pontot összegyűjtve nyerték meg a döntőt, az ország első győzelmét aratva. A Vesenniy Jazz című dal összesen hét országtól kapott maximális 12 pontot. A második helyen Fehéroroszország, míg a harmadik helyen Svédország végzett. Svédország megszerezte legjobb eredményét, míg Portugália és Macedónia legrosszabb eredményét érte el, a portugálok utolsó előtti, a macedónok pedig utolsó helyen végeztek.

## A helyszín és a verseny
2005. október 5-én az Európai Műsorsugárzók Uniója (EBU) bejelentette, hogy a Televiziunea Română (TVR) nyerte a 2006-os verseny rendezési jogát a Horvátországot és Hollandiát megelőzve. Utóbbi országot később a következő évi dalverseny házigazdájának választották.
A verseny pontos helyszíne a Bukarestben található Sala Polivalentă volt, amely 12 000 fő befogadására alkalmas.
A verseny mottója Let the Music Play, azaz Játsszon a zene! volt.

### Műsorvezetők
A dalfesztivál műsorvezetői Andreea Marin és Ioana Ivan voltak. Mindmáig ez volt az egyetlen alkalom, hogy két női műsorvezetője volt a versenynek.
Andreea 1994 óta a TVR különböző műsorainak házigazdája a főcsatornán. 2000-ben, 2004-ben, 2006-ban és 2007-ben ő jelentette be Románia pontjait az Eurovíziós Dalfesztiválon. Ioana volt a dalfesztivál történetében az első gyermek műsorvezető.

## A résztvevők
Először vett részt Portugália, Ukrajna valamint független országként Szerbia. Előbbi két ország szereplésével ez volt az első év, hogy megjelent a dalversenyen a portugál nyelv és az ukrán nyelv, míg Szerbia versenydala német és japán nyelvű részleteket tartalmazott, amire eddig nem volt még példa.
Eredetileg Monaco (mely már 2005-ben is érdeklődött a verseny iránt) is debütált volna, de mégsem indult el.
Ciprus egy kihagyott év után visszatért, viszont visszalépett a versenytől Dánia, az Egyesült Királyság, Lettország és Norvégia. Szerbia és Montenegró felbomlása után az EBU lehetőséget adott Montenegrónak, hogy eldöntse, debütál-e a versenyen vagy sem. Végül úgy döntöttek, hogy nem küldenek versenyzőt, így tizenöt ország indult Bukarestben. 
A vallon RTBF visszalépése után a flamand VRT teljes jogot kapott a belga indulók delegálására.
| Ország           | Műsorsugárzó | Előadó                                 | Dal                       | Nyelv         | Dalszerző(k)                           |
| ---------------- | ------------ | -------------------------------------- | ------------------------- | ------------- | -------------------------------------- |
| Belgium          | VTR          | Thor!                                  | Een tocht door het donker | holland       | Thor Salden                            |
| Ciprus           | CyBC         | Luis Panagiotou és Christina Christofi | Agoria koritsia           | görög         | Christina Christofi Luis Panagiotou    |
| Fehéroroszország | BTRC         | Andrey Kunets                          | Noviy den                 | orosz         | Andrey Kunets                          |
| Görögország      | ERT          | Chloe Sofia Boleti                     | Den peirazei              | görög         | Chloe Sofia Boleti                     |
| Hollandia        | AVRO         | Kimberly                               | Goed                      | holland       | Kimberly Nieuwenhuis                   |
| Horvátország     | HRT          | Mateo Đido                             | Lea                       | horvát        | Mateo Đido                             |
| Macedónia        | MRT          | Zana Aliu                              | Vljubena                  | macedón       | Zana Aliu                              |
| Málta            | PBS          | Sophie Debattista                      | Extra Cute                | angol         | Sophie Debattista                      |
| Oroszország      | VGTRK        | Tolmacsova ikrek                       | Vesenniy Jazz             | orosz         | Anastasiya Tolmacheva Maria Tolmacheva |
| Portugália       | RTP          | Pedro Madeira                          | Deixa-me sentir           | portugál      | Pedro Madeira Telmo Falcão             |
| Románia          | TVR          | New Star Music                         | Povestea mea              | román         | New Star Music                         |
| Spanyolország    | RTVE         | Dani                                   | Te doy mi voz             | spanyol       | Dani Fernández Delgado                 |
| Svédország       | TV4          | Molly Sandén                           | Det finaste någon kan få  | svéd          | Molly Sandén                           |
| Szerbia          | RTS          | Neustrašivi učitelji stranih jezika    | Učimo strane jezike       | többnyelvű[a] | Neustrašivi učitelji stranih jezika    |
| Ukrajna          | NTU          | Nazar Slyusarchuk                      | KhlopchykRock 'n' Roll    | ukrán         | Nazar Slyusarchuk                      |

1.↑ a: A dal szerb, angol, francia, német, olasz, spanyol, orosz és japán nyelvű részeket is tartalmaz.

## A versenyt megelőző időszak

### Nemzeti válogatók
A versenyre nevező 15 ország közül az összes nemzeti döntő alkalmazásával választotta ki indulóját.
| Ország           | Választás módszere | Válogató / Bemutató műsor                    | Közvetítő csatorna | Kiválasztás / Bemutatás dátuma | Kiválasztás / Bemutatás dátuma |
| Ország           | Választás módszere | Válogató / Bemutató műsor                    | Közvetítő csatorna | Előadó                         | Dal                            |
| ---------------- | ------------------ | -------------------------------------------- | ------------------ | ------------------------------ | ------------------------------ |
| Belgium          | nemzeti döntő      | Eurosong for Kids                            | VRT                | 2006. október 1.               | 2006. október 1.               |
| Ciprus           | nemzeti döntő      | Nem volt külön elnevezése a válogatóműsornak | RIK 1              | 2006. szeptember 30.           | 2006. szeptember 30.           |
| Fehéroroszország | nemzeti döntő      | Junior Eurosong                              | Belarusz-1         | 2006. szeptember 30.           | 2006. szeptember 30.           |
| Görögország      | nemzeti döntő      | Eurovision Junior                            | ERT                | 2006. október 7.               | 2006. október 7.               |
| Hollandia        | nemzeti döntő      | Junior Songfestival                          | Nederland 2        | 2006. szeptember 30.           | 2006. szeptember 30.           |
| Horvátország     | nemzeti döntő      | Dječja Pjesma Eurovizije                     | HRT 1              | 2006. július 2.                | 2006. július 2.                |
| Macedónia        | nemzeti döntő      | Junior EuroSong                              | MRT1               | n.a.                           | n.a.                           |
| Málta            | nemzeti döntő      | Junior Song For Europe                       | PBS                | n.a.                           | n.a.                           |
| Oroszország      | nemzeti döntő      | Nem volt külön elnevezése a válogatóműsornak | Rosszija 1         | 2006. június 4.                | 2006. június 4.                |
| Portugália       | nemzeti döntő      | Festival da Canção Júnior                    | RTP 1              | n.a.                           | n.a.                           |
| Románia          | nemzeti döntő      | Selecţia Naţională Eurovision Junior         | TVR1               | n.a.                           | n.a.                           |
| Spanyolország    | nemzeti döntő      | Eurojunior                                   | RTVE               | 2006. október 6.               | 2006. október 6.               |
| Svédország       | nemzeti döntő      | Stage Junior                                 | TV4                | 2006. szeptember 2.            | 2006. szeptember 2.            |
| Szerbia          | nemzeti döntő      | Izbor za dečju pesmu Evrovizije              | RTS1               | 2006. október 1.               | 2006. október 1.               |
| Ukrajna          | nemzeti döntő      | Nem volt külön elnevezése a válogatóműsornak | NTU                | n.a.                           | n.a.                           |

## A verseny

### Fellépési sorrend
A házigazda Románia hatodik rajtszámmal versenyzett, csak úgy, mint az előző évben. Sorozatban másodszor fordult elő, hogy a fellépési sorrendben utolsóként előadott dal győzött.

## Döntő
| #  | Ország           | Előadó                                 | Dal                       | Magyar fordítás               | Helyezés | Pontszám |
| -- | ---------------- | -------------------------------------- | ------------------------- | ----------------------------- | -------- | -------- |
| 01 | Portugália       | Pedro Madeira                          | Deixa-me sentir           | Hadd érezzem                  | 14.      | 22       |
| 02 | Ciprus           | Luis Panagiotou és Christina Christofi | Agoria koritsia           | Fiúk és lányok                | 8.       | 58       |
| 03 | Hollandia        | Kimberly                               | Goed                      | Jó                            | 12.      | 44       |
| 04 | Románia          | New Star Music                         | Povestea mea              | Az én történetem              | 6.       | 80       |
| 05 | Ukrajna          | Nazar Slyusarchuk                      | KhlopchykRock 'n' Roll    | Rock ’n’ Roll fiú             | 9.       | 58       |
| 06 | Spanyolország    | Dani                                   | Te doy mi voz             | Neked adom a hangom           | 4.       | 90       |
| 07 | Szerbia          | Neustrašivi učitelji stranih jezika    | Učimo strane jezike       | Idegen nyelveket tanulni      | 5.       | 81       |
| 08 | Málta            | Sophie Debattista                      | Extra Cute                | Extra édes                    | 11.      | 48       |
| 09 | Macedónia        | Zana Aliu                              | Vljubena                  | Szerelmesen                   | 15.      | 14       |
| 10 | Svédország       | Molly Sandén                           | Det finaste någon kan få  | A legjobb, amit valaki kaphat | 3.       | 116      |
| 11 | Görögország      | Chloe Sofia Boleti                     | Den peirazei              | Nem számít                    | 13.      | 35       |
| 12 | Fehéroroszország | Andrey Kunets                          | Noviy den                 | Új nap                        | 2.       | 129      |
| 13 | Belgium          | Thor!                                  | Een tocht door het donker | Egy utazás a sötétben         | 7.       | 71       |
| 14 | Horvátország     | Mateo Đido                             | Lea                       | —                             | 10.      | 50       |
| 15 | Oroszország      | Tolmacsova ikrek                       | Vesenniy Jazz             | Tavaszi jazz                  | 1.       | 154      |

## A szavazás és a nemzetközi közvetítések

### A szavazás
A szavazás megegyezett a hagyományos versenyen alkalmazott szavazási rendszerrel, vagyis minden ország a 10 kedvenc dalára szavazott, melyek 1-8, 10 és 12 pontot kaptak. Minden ország alapból kapott 12 pontot. A pontok 1-től 5-ig automatikusan megjelentek a pontozótáblán, a szóvivők csak a 6, 7, 8, 10 és 12 pontot jelentették be.
Az elsőként szavazó Portugália Fehéroroszországot helyezte az élre. Ciprus öt pontjával csatlakozott hozzá a spanyol dal, de a hat ponttal ismét a fehéroroszok vezettek, viszont a tíz ponttal Oroszország megelőzte őket. A hollandok négy pontjával Fehéroroszország újra vezetett, de a tíz pont után újra Oroszország állt az első helyen. Románia hét pontjával Svédország vette át a vezetést, de az oroszok kapták a tizenkét pontot, akik így a tabella első helyére kerültek. Az ukránok nyolc pontja után csatlakozott hozzájuk a svéd dal, majd a tíz ponttal Fehéroroszország is. Viszont az oroszoknak adott tizenkét pont őket helyezte az élre. Ezután már végig megőrizve előnyüket megnyerték a versenyt. Az országnak már a második szereplésén sikerült győznie. Ez korábban Spanyolországnak, később Grúziának sikerült. Az első és a második helyezett közötti 25 pontos különbséggel pedig a Veszennyij dzsaz a harmadik legsikeresebb győztes dal. (2004-ben a különbség 31, 2012-ben pedig 35 pont volt.)
A győztes dal hét országtól (Románia, Ukrajna, Szerbia, Svédország, Fehéroroszország, Belgium, Horvátország) gyűjtötte be a maximális 12 pontot, míg a legkevesebb 4 pontot Málta és Macedónia adta. Emellett a győztes dal mindegyik országtól kapott pontot. Rajtuk kívül még a házigazda Romániának, Spanyolországnak, Szerbiának, Svédországnak, Fehéroroszországnak és Belgiumnak sikerült ez. Fehéroroszország sorozatban másodszor, Spanyolország sorozatban negyedszer kapott minden országtól pontot.

### Ponttáblázat
|                  | Szavazók | Szavazók   | Szavazók | Szavazók  | Szavazók | Szavazók | Szavazók      | Szavazók | Szavazók | Szavazók  | Szavazók   | Szavazók    | Szavazók         | Szavazók | Szavazók     | Szavazók    | Szavazók |
| Össz             | +12      | Portugália | Ciprus   | Hollandia | Románia  | Ukrajna  | Spanyolország | Szerbia  | Málta    | Macedónia | Svédország | Görögország | Fehéroroszország | Belgium  | Horvátország | Oroszország |          |
| ---------------- | -------- | ---------- | -------- | --------- | -------- | -------- | ------------- | -------- | -------- | --------- | ---------- | ----------- | ---------------- | -------- | ------------ | ----------- | -------- |
| Portugália       | 22       | 12         |          |           |          |          |               | 7        |          | 3         |            |             |                  |          |              |             |          |
| Ciprus           | 58       | 12         | 3        |           | 2        | 3        | 5             | 3        |          |           | 3          | 3           | 12               | 6        |              |             | 6        |
| Hollandia        | 44       | 12         |          |           |          |          |               |          | 5        | 8         |            | 2           |                  |          | 8            | 6           | 3        |
| Románia          | 80       | 12         | 6        | 8         | 1        |          | 4             | 12       | 4        | 2         | 6          | 7           | 7                | 3        | 2            | 4           | 2        |
| Ukrajna          | 58       | 12         | 5        | 2         |          | 4        |               | 6        |          | 5         |            |             | 4                | 8        | 1            | 3           | 8        |
| Spanyolország    | 90       | 12         | 7        | 5         | 7        | 8        | 6             |          | 3        | 1         | 8          | 8           | 5                | 7        | 7            | 1           | 5        |
| Szerbia          | 81       | 12         | 2        | 4         | 5        | 5        | 7             | 2        |          | 7         | 10         | 4           | 1                | 5        | 5            | 5           | 7        |
| Málta            | 48       | 12         | 1        | 1         | 3        |          | 1             | 1        | 1        |           | 7          | 5           | 3                | 2        | 4            | 7           |          |
| Macedónia        | 14       | 12         |          |           |          | 2        |               |          |          |           |            |             |                  |          |              |             |          |
| Svédország       | 116      | 12         | 8        | 7         | 12       | 7        | 8             | 4        | 8        | 10        | 2          |             | 6                | 10       | 10           | 2           | 10       |
| Görögország      | 35       | 12         |          | 12        |          | 1        |               |          | 7        |           |            |             |                  |          | 3            |             |          |
| Fehéroroszország | 129      | 12         | 12       | 6         | 4        | 10       | 10            | 8        | 6        | 12        | 5          | 10          | 8                |          | 6            | 8           | 12       |
| Belgium          | 71       | 12         | 4        | 3         | 8        | 6        | 3             | 5        | 2        | 6         | 1          | 1           | 2                | 4        |              | 10          | 4        |
| Horvátország     | 50       | 12         |          |           | 6        |          | 2             |          | 10       |           | 12         | 6           |                  | 1        |              |             | 1        |
| Oroszország      | 154      | 12         | 10       | 10        | 10       | 12       | 12            | 10       | 12       | 4         | 4          | 12          | 10               | 12       | 12           | 12          |          |

### 12 pontos országok
| Darab | Jutalmazott ország | Szavazó ország                                                                 |
| ----- | ------------------ | ------------------------------------------------------------------------------ |
| 7     | Oroszország        | Belgium, Fehéroroszország, Horvátország, Románia, Svédország, Szerbia, Ukrajna |
| 3     | Fehéroroszország   | Málta, Oroszország, Portugália                                                 |
| 1     | Ciprus             | Görögország                                                                    |
| 1     | Görögország        | Ciprus                                                                         |
| 1     | Horvátország       | Macedónia                                                                      |
| 1     | Románia            | Spanyolország                                                                  |
| 1     | Svédország         | Hollandia                                                                      |

### Pontbejelentők
A pontbejelentők között volt a holland Tess Gaerthe aki 2005-ben képviselte országát.
| 1. Portugália - Joana Galo Costa 2. Ciprus - George Ioannidies 3. Hollandia - Tess Gaerthe 4. Románia - Andrea Nastase 5. Ukrajna - Assol 6. Spanyolország - Lucía 7. Szerbia - Milica Stanišić 8. Málta - Jack Curtis | 1. Macedónia - Denis Dimoski 2. Svédország - Amy Diamond 3. Görögország - Alexandros Chountas 4. Fehéroroszország - Liza Anton-Baychuk 5. Belgium - Sander Cliquet 6. Horvátország - Lorena Jelusić 7. Oroszország - Roman Kerimov |

## Térkép

Részt vevő országok
Országok, melyek korábban részt vettek, de ebben az évben nem

### Kommentátorok
| Ország              | Kommentátor                                   | Közvetítő csatorna        |
| Részt vevő országok | Részt vevő országok                           | Részt vevő országok       |
| ------------------- | --------------------------------------------- | ------------------------- |
| Belgium             | Ilse Van Hoecke és Jelle Cleymans (hollandul) | VRT                       |
| Fehéroroszország    | Denis Kurian                                  | Belarusz-1, Belarusz-24   |
| Görögország         | Renia Tsitsibikou és George Amyras            | ERT1, ERT Sat             |
| Hollandia           | Sipke Jan Bousema                             | Nederland 1               |
| Horvátország        | Elan Nikk                                     | HRT                       |
| Macedónia           | Milanka Rašik                                 | MTV 1                     |
| Málta               | Valerie Vella                                 | TVM                       |
| Oroszország         | Olga Shelest                                  | Rosszija TV, RTR Planeta  |
| Portugália          | Isabel Angelino                               | RTP1                      |
| Románia             | Ioana Isopecu és Alexandru Nagy               | TVR1, TVRi                |
| Spanyolország       | Fernando Argenta és Lucho                     | TVE1, TVE Internacional   |
| Svédország          | Adam Alsing                                   | TV4                       |
| Szerbia             | Duška Vučinić-Lučić                           | RTS2                      |
| Ukrajna             | Timur Miroshnychenko                          | NTU                       |
| További országok    |                                               |                           |
| Andorra             | n.a.                                          | RTVA                      |
| Ausztrália          | Kommentár nélkül                              | SBS (2007. január 1-jén)  |
| Bosznia-Hercegovina | N/A                                           | BHRT                      |
| Izrael              | N/A                                           | IPB (2007. december 8-án) |

## Lásd még
- 2006-os Eurovíziós Dalfesztivál
- 2006-os Fiatal Zenészek Eurovíziója

## Külső hivatkozások
- A verseny hivatalos oldala
- A 2006-os verseny adatlapja a junioreurovision.tv-n
- A 2006-os verseny